# James Marshall (Maler)
James Marshall (* 5. Februar 1838 in Den Haag; † 18. Juli 1902 in Leipzig) war ein niederländisch-deutscher Maler.

## Leben
Sein Vater James Marshall (1808 oder 1804–1881), geboren in der Grafschaft Down in Nordirland, war Lehrer für englische Literatur und Sekretär von Sophie von Oranien-Nassau, seine Mutter war eine Niederländerin. Als Sophie von Oranien-Nassau 1842 Carl Alexander (Sachsen-Weimar-Eisenach) heiratete, zog die Familie mit nach Weimar. Zusammen mit seinem Bruder William Marshall (1845–1907) wuchs er so in Weimar auf.
Er war Schüler von Friedrich Preller dem Älteren an der Fürstlichen freien Zeichenschule in Weimar und von Nicaise de Keyser an der Koninklijke Academie voor Schone Kunsten Antwerpen in Antwerpen. Zurück in Weimar studierte er weiter bei Bonaventura Genelli. Anlässlich der Silberhochzeit des großherzoglichen Paares 1867 malte er ein großes Huldigungsbild.
1870 zog er nach Dresden und gründete dort eine Kunstschule. Von 1878 bis 1882 war er Professor an der Königlichen Kunst- und Gewerbeschule in Breslau, musste die Stelle aber wegen alkoholischer Probleme aufgeben. Er wurde zum Vorbild für die Gestalt des Malers Crampton in Gerhart Hauptmanns Komödie Kollege Crampton. Zuletzt lebte er in Leipzig.
Er schuf vor allem Historiengemälde, aber auch Porträts. In vielen Werken seiner späteren Jahre zeigte sich eine „Neigung des Künstlers zum Dämonischen“.

## Werke
- Jubiläumsbild der Universität Jena (Senatsbild) 1858
- Deckengemälde im Hoftheater Weimar
- Deckengemälde und Fries über dem Proszenium, Semperoper Dresden
- Ikonostase der Russischen Kirche Dresden
- Fresken in der Albrechtsburg Meißen, Großer Gerichtssaal: Conventus deliberativus und Tod des Kurfürsten Moritz (1875/76)
- Altarbild und Wandgemälde in der Lutherkirche (Leipzig)
- Tartinis Traum, Sammlung Schack, München
- Bildnis des Malers Bonaventura Genelli, Nationalgalerie (Berlin)
- Bildnis Eduard Lassen, Museum der bildenden Künste Leipzig

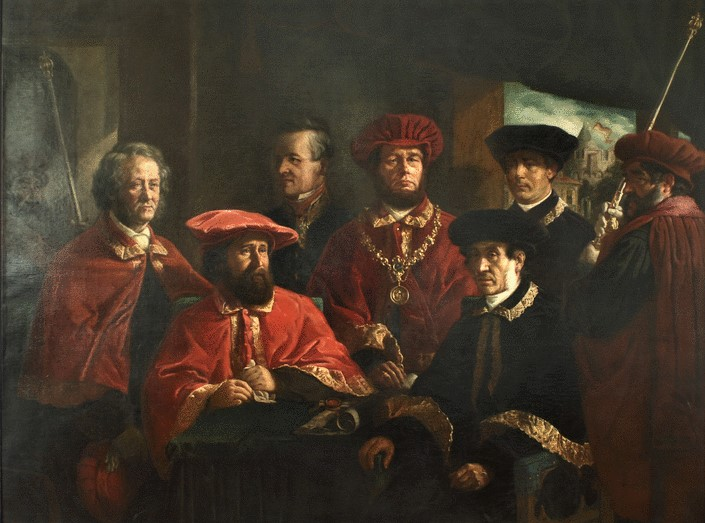
Senatsbild, datiert 1860, Öl auf Leinwand, 210 × 270 cm
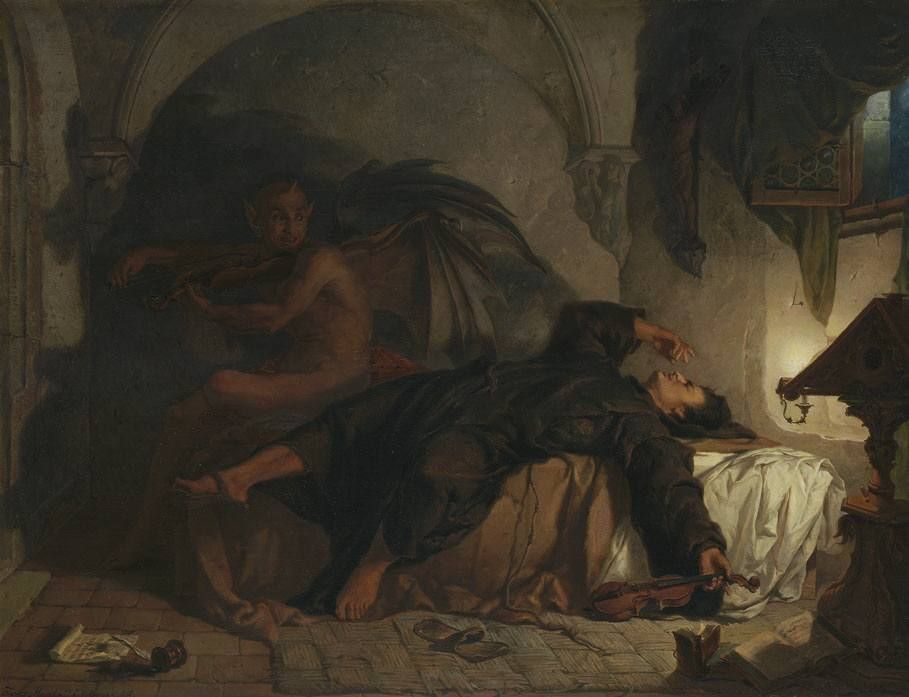
Tartinis Traum, vor 1868, Öl auf Leinwand, 84,0 × 109,5 cm
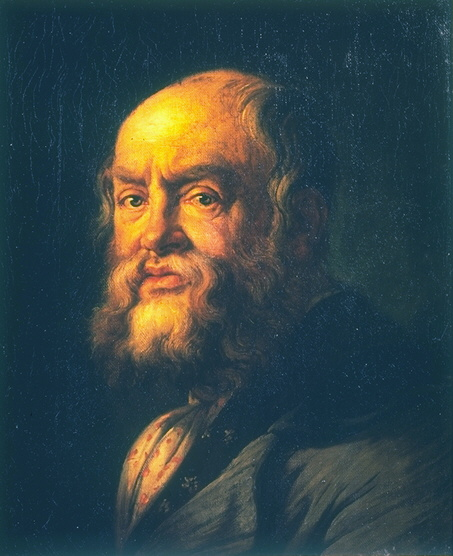
Bildnis des Malers Bonaventura Genelli, 1860, Öl auf Leinwand, 48 × 40 cm
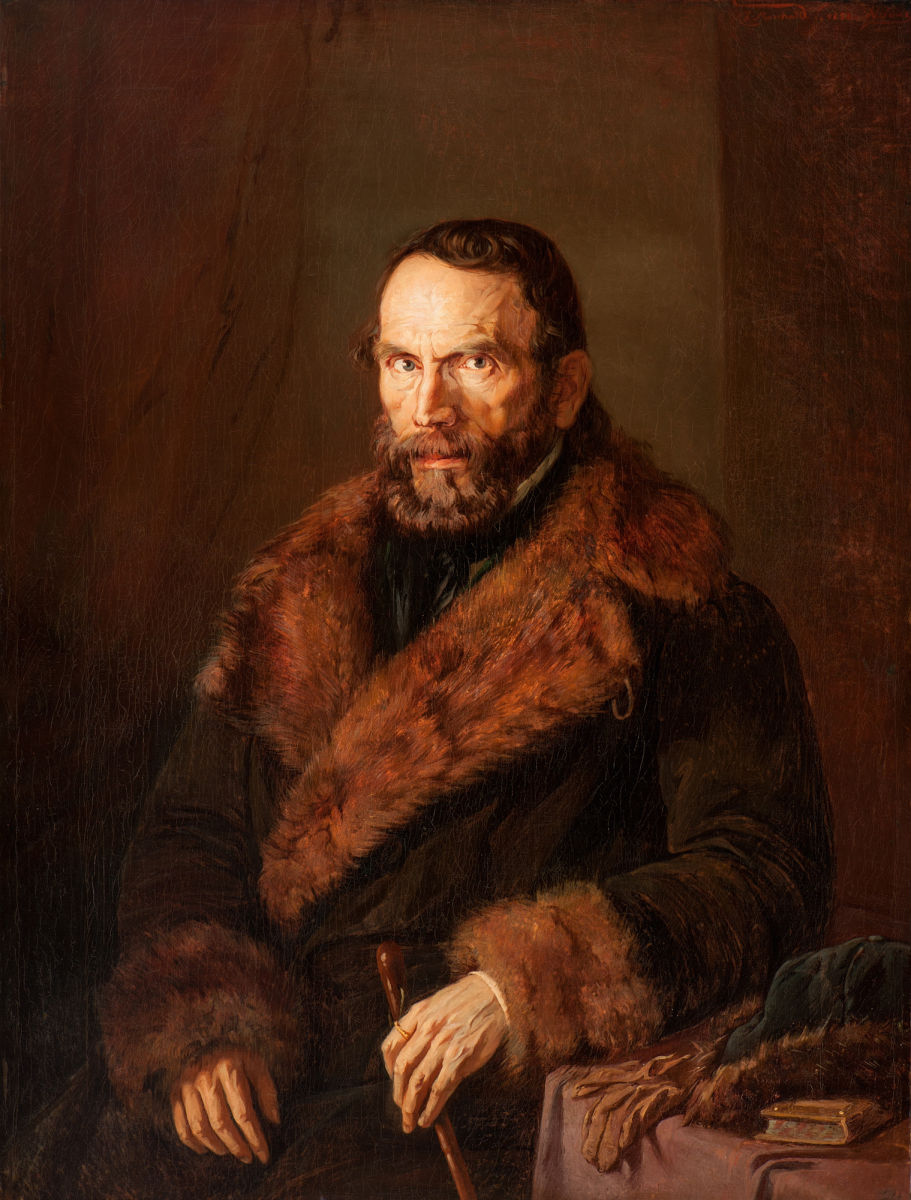
Bildnis eines bärtigen Mannes im Pelzrock, 1858, 117 × 88 cm